# Zwarte kraai
De zwarte kraai (Corvus corone) is een zangvogel uit de familie van de kraaien (Corvidae). De wetenschappelijke naam van de soort werd in 1758 gepubliceerd door Carl Linnaeus.

## Uiterlijke kenmerken
Een volwassen kraai is 48 tot 53 centimeter lang en weegt 396 tot 602 gram. Kraaien zijn groter dan kauwen en kleiner dan raven. Ze zijn helemaal zwart, vaak met een wat groenige glans over de veren. Soms heeft een zwarte kraai enige witte veren, als gevolg van verkeerde voeding, een slechte conditie of een erfelijke afwijking..
Van de ongeveer even grote roeken zijn kraaien op verschillende manieren te onderscheiden. Zo heeft een roek een kaal stuk huid aan de basis van de snavel, waardoor deze snavel langer lijkt. De snavel van de roek is bovendien lichter van kleur dan de gitzwarte kraaiensnavel. Verder heeft een roek anders dan een kraai, een 'broek', oftewel veren op zijn dijen.

## Verspreiding en leefgebied
De soort komt tot broeden in West- en Centraal-Europa, en in Oost-Azië komt een nauw verwante vorm voor, C. corone orientalis. In het tussenliggende gebied komt de bonte kraai voor die nauw verwant is, en die zowel in het oosten als in het westen van zijn verspreidingsgebied in staat blijkt met de daar voorkomende vorm vruchtbare hybriden te verwekken. Men vermoedt dat de soorten in de laatste ijstijd gescheiden zijn geraakt. Of er wel van aparte soorten mag worden gesproken is onderwerp van discussie.
Er worden twee ondersoorten onderscheiden:
- C. c. corone – westelijk Europa.
- C. c. orientalis Eversmann, 1841 – centraal en oostelijk Azië.

## Levenswijze
Kraaien leven meer solitair dan roeken en kauwen. Het zijn intelligente vogels die zich makkelijk aanpassen aan verschillende diëten; ze zijn van alle markten thuis maar wel vrij schuw en duidelijk moeilijker te benaderen dan kauwen. In kleine tuinen zal je ze niet vaak zien. Ze eten o.a. wormen, insecten, fruit, zaden, keukenafval, eieren, jonge vogels (kuikens) en kleine knaagdieren. Ze foerageren meestal in paren, meer zelden in wat grotere groepen, vooral op weide- en akkerbouwland, niet in dichtbegroeid landschap. Kraaien hebben een reputatie als jagers van kleine vogeltjes en nestenuithalers en werden om die reden in het verleden vaak vervolgd. Er zijn meldingen van aanvallen op levende vogels (spreeuwen, houtduif en kievit) die in vlucht tot landen werden gedwongen en doodgepikt en opgegeten. Daardoor fungeren ze als een natuurlijke predator van vogelpopulaties. Het zijn ook aaseters die foerageren op doodgereden dieren langs de weg.

## Voortplanting
Het nest wordt vanaf maart in de vork van een boomtak gebouwd door beide ouders; de eieren worden door het vrouwtje uitgebroed. Ze nestelen niet in kolonies, zoals roeken en kauwen doen. De eieren zijn circa 40 bij 34 millimeter groot, glanzend blauwgroen met donkere vlekken. De 4 tot 7 eieren worden ongeveer 18 dagen bebroed. Beide ouders voeren de jongen, die na 28 tot 35 dagen uitvliegen.

## Roep
Een kraai maakt diverse geluiden, waarbij vooral het "kraa-kraa-kraa" veel wordt gehoord.

## Afbeeldingen

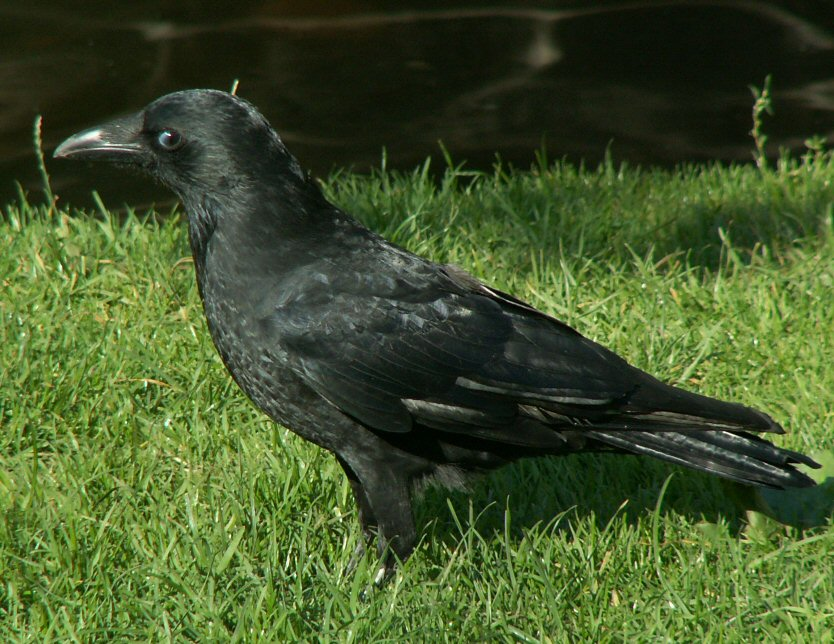
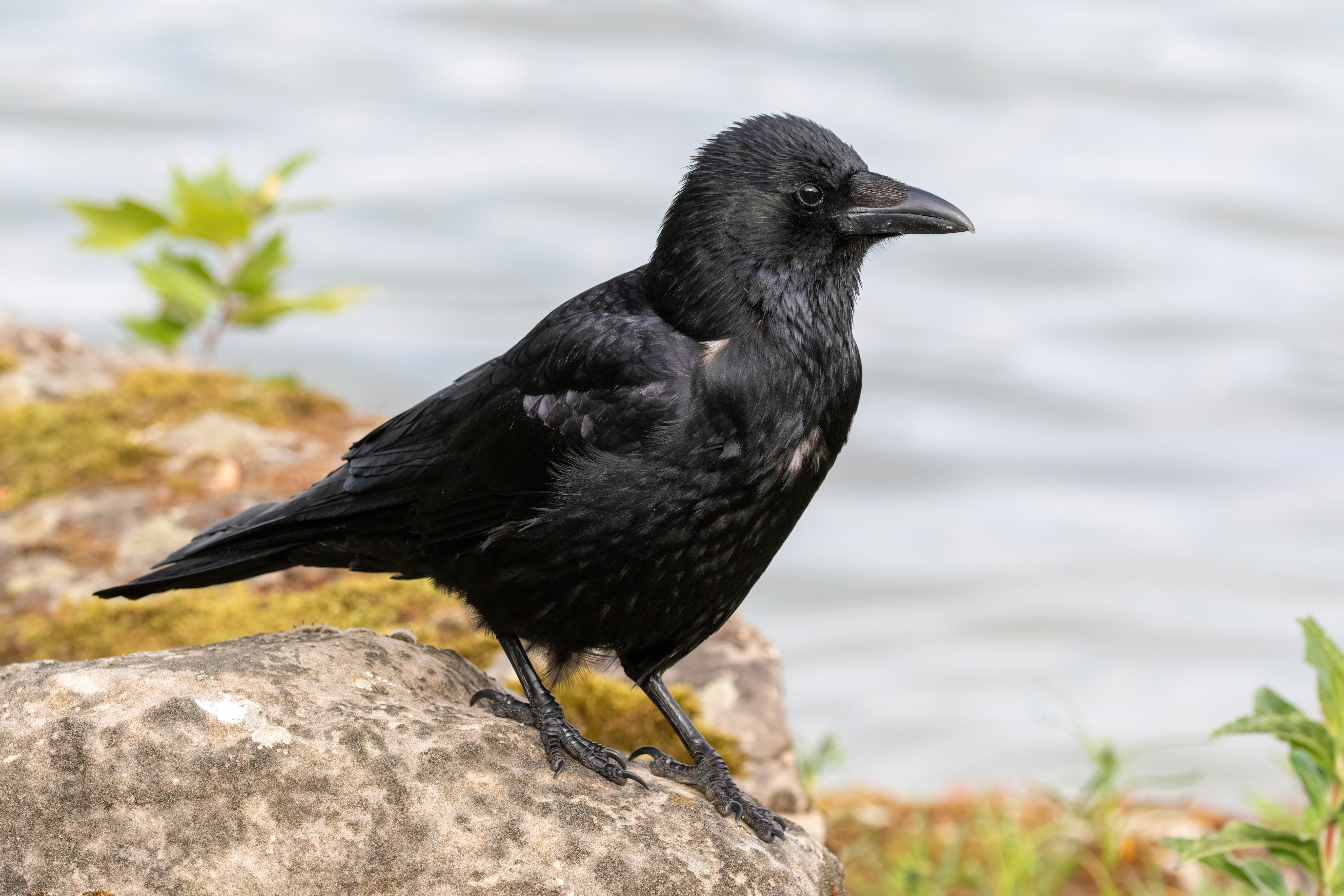
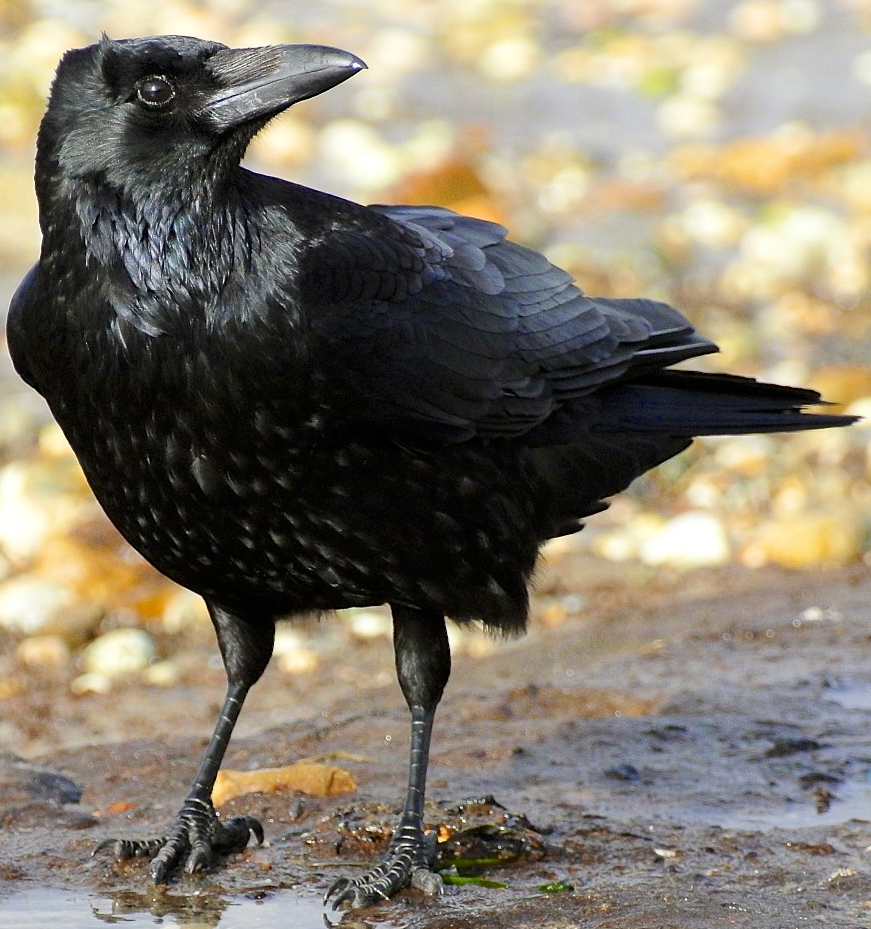
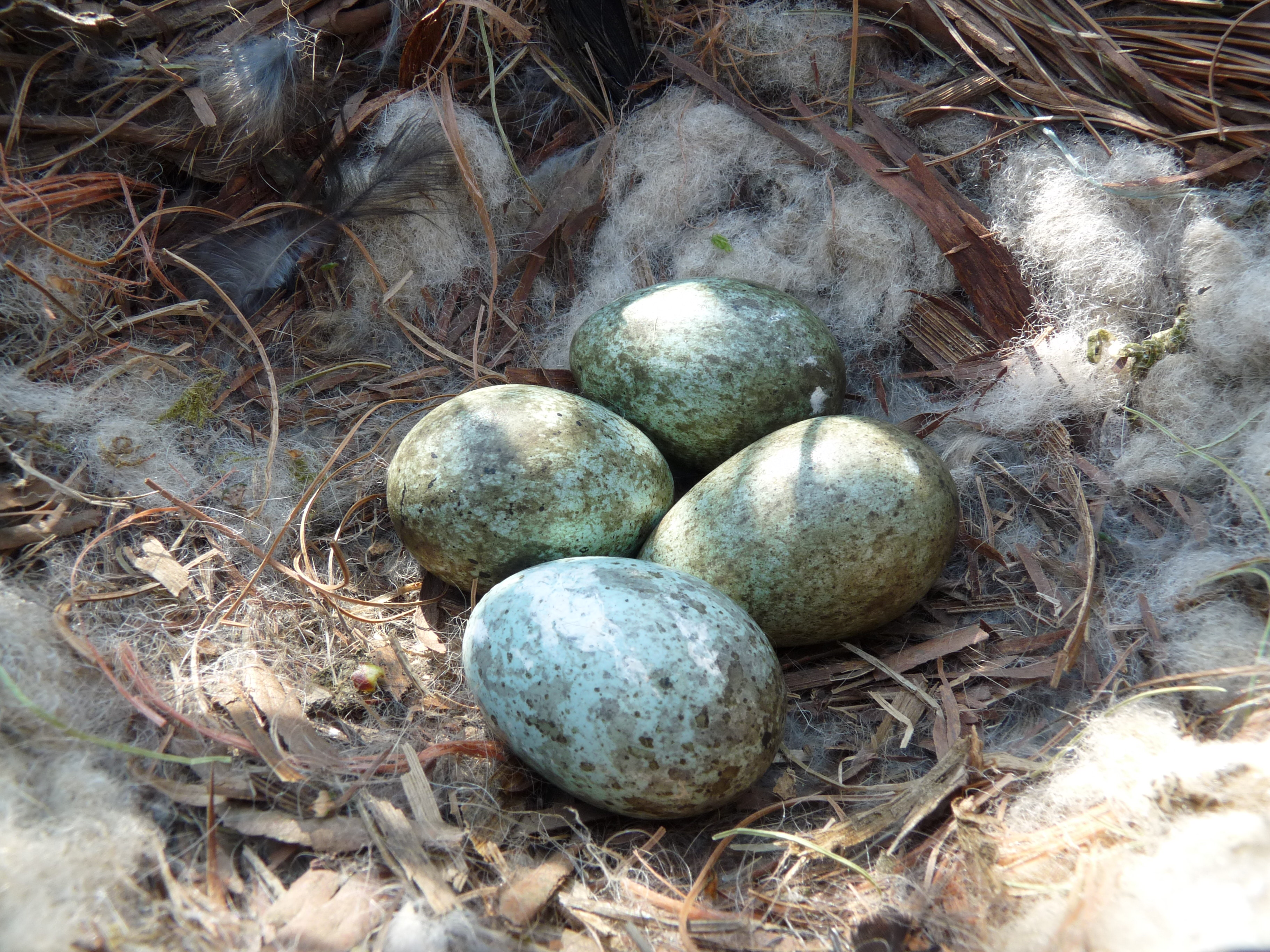

## Video
- Kraaien eten van een dode gans
- Een zwarte kraai bij zijn nest